# ستانگشچه ماوه
ستانگشچه ماوه (به لهستانی:  Staniszcze Małe) یک روستا در لهستان است که در گمینا کولونووسکیه واقع شده‌است. ستانگشچه ماوه ۷۰۰ نفر جمعیت دارد و ۱۹۰ متر بالاتر از سطح دریا واقع شده‌است.